# Pamanuk
Pamanuk is een bestuurslaag in het regentschap Serang van de provincie Banten, Indonesië. Pamanuk telt 3612 inwoners (volkstelling 2010).